# Reggatta de Blanc
Reggatta de Blanc är det andra studioalbumet av det brittiska rockbandet The Police. Albumet gavs ut den 5 oktober 1979 och producerades av gruppen tillsammans med Nigel Gray. Det byggde vidare på framgångarna med debutalbumet Outlandos d'Amour och blev etta på albumlistan i Storbritannien. Singlarna Message in a Bottle och Walking on the Moon nådde båda förstaplatsen på singellistan.
Albumet namngavs, liksom föregångaren, av bandets manager Miles Copeland. Titeln är menad att ungefär betyda "vit reggae" på franska. Flera av låtarna på albumet har tydliga reggaeinfluenser, däribland Walking on the Moon och Bring on the Night.

## Historia

### Bakgrund
Efter att ha turnerat i USA för första gången i slutet av 1978 så påbörjades arbetet med albumet den 13 februari 1979. Bandet gick emot skivbolaget A&M Records önskemål, då The Police valde att spela in Reggatta de Blanc på Surrey Sound Studios. Gruppen hade spelat in föregående album, Outlandos d'Amour, i samma studio men A&M ville tillse bandet med en större studio och en mer känd producent. Albumets lilla budget (mellan 6 000 och 9 000 pund) täcktes lätt av intäkterna från Outlandos d'Amour, vilket också säkerställde bandets kontroll över dess låtar ytterligare.
Albumet tog tre veckor att spela in, utspritt över flera månader. Till skillnad från gruppens efterföljande album, Zenyatta Mondatta, hade bandet ingen press på sig, som Stewart Copeland beskrev; "Vi gick bara in i studion och sade; "Okej, vem har den första låten?" Vi hade inte ens repeterat in dem när vi gick in". Inspelningssessionen avbröts temporärt då bandet den 1 mars påbörjande ännu en turné i USA. Under denna turné spelade The Police nya låtar som senare kom att ges ut på albumet; Message in a Bottle, The Bed's Too Big Without You och No Time This Time. Därefter avslutades inspelningen av albumet i augusti, bandet fick ställa in två veckors bokad studiotid då albumet färdigställts tidigare än beräknat.

### Utgivning och mottagande
Reggatta de Blanc gavs ut den 5 oktober 1979 och gick veckan därefter rakt upp på förstaplatsen på den brittiska albumlistan. Albumet låg kvar på förstaplatsen i fyra veckor och låg på topp-10 i totalt 26 veckor. 20 dagar efter att albumet givits ut hade det i Storbritannien sålt i över 300 000 exemplar och certifierades med en platinaskiva. Även i USA har albumet uppnått platinastatus, där det har sålt i över 1 000 000 exemplar, medan det i Tyskland uppnått guld (100 000 exemplar). Två singlar gavs ut från Reggatta de Blanc; Message in a Bottle och Walking on the Moon. Den förstnämnda av dessa blev gruppens första singeletta i Storbritannien då den nådde listans högsta placering den 29 september 1979. Walking on the Moon gavs kort därefter ut och nådde förstaplatsen den 8 december samma år.
I en recension i tidningen New Musical Express skrev Tony Stewart att "Det finns inget så utmärkt som Roxanne på denna LP, och The Bed's Too Big Without You, en pendang till Can't Stand Losing You - är bara ett lamt uttryck för ånger, medan Losing You var en pärla..." Beat Instrumental skrev i en recension: "Om The Police kan fortsätta ge ut album som detta, så kommer de att vara med länge." Tidningen Creem skrev att Reggatta de Blanc var generellt ett "bra album" och hyllade bland annat Stewart Copelands trumspel, framförallt under "fejk-sluten på No Time This Time" men skrev också att han "tyvärr är en hemskt dålig låtskrivare".

## Låtlista
| 1. | Message in a Bottle  | Sting                                 | 4:51 |
| 2. | Reggatta de Blanc    | Stewart Copeland, Sting, Andy Summers | 3:06 |
| 3. | It's Alright For You | Copeland, Sting                       | 3:13 |
| 4. | Bring on the Night   | Sting                                 | 4:16 |
| 5. | Deathwish            | Copeland, Sting, Summers              | 4:13 |

| 6.           | Walking on the Moon           | Sting        | 5:02  |
| 7.           | On Any Other Day              | Copeland     | 2:57  |
| 8.           | The Bed's Too Big Without You | Sting        | 4:26  |
| 9.           | Contact                       | Copeland     | 2:38  |
| 10.          | Does Everyone Stare           | Copeland     | 3:52  |
| 11.          | No Time This Time             | Sting        | 3:17  |
| Total längd: | Total längd:                  | Total längd: | 41:42 |

## Medverkande
| The Police - Sting – bas, sång, kontrabas, kör - Andy Summers – gitarr, piano - Stewart Copeland – trummor, sång, gitarr | Produktion - Nigel Gray – producent, ljudtekniker - Dave Collins – mastering - Bob Ludwig – mastering Omslag - Janette Beckman – omslagsfoto - James Wedge – omslagsfoto - Michael Ross – design - Norman Seeff – foton |

## Listplaceringar och certifikat
| Land:          | Organisation: | Topplacering: | Sålda ex.  | Certifikat: | Ref:         |
| -------------- | ------------- | ------------- | ---------- | ----------- | ------------ |
| Australien     | ARIA          | 1             |            |             | [ 8 ]        |
| Frankrike      | SNEP          | 1             | 400 000+   | Platina     | [ 9 ] [ 10 ] |
| Kanada         | CRIA          | 3             | 100 000+   | Platina     | [ 11 ]       |
| Nederländerna  | NVPI          | 1             |            |             | [ 12 ]       |
| Norge          | IFPI          | 32            |            |             | [ 12 ]       |
| Nya Zeeland    | RIANZ         | 4             |            |             | [ 12 ]       |
| Storbritannien | BPI           | 1             | 300 000+   | Platina     | [ 3 ] [ 5 ]  |
| Sverige        | IFPI          | 21            |            |             | [ 12 ]       |
| Tyskland       | IFPI          | 16            | 100 000+   | Guld        | [ 13 ] [ 6 ] |
| USA            | RIAA          | 25            | 1 000 000+ | Platina     | [ 14 ] [ 7 ] |